# Elxan Rəcəbli
Elxan Rəcəbli (ur. 27 marca 1990) – azerski judoka.
Brązowy medalista mistrzostw świata w 2001; piąty w 2011; uczestnik zawodów w 1999, 2003, 2005, 2010. Startował w Pucharze Świata w latach 1999-2004 i 2007-2012. Zdobył trzy medale na MŚ wojskowych.